# KasaMowa
KasaMowa – amerykańska komedia sensacyjna z 1997 roku.

## Główne role
- Charlie Sheen jako James Russell
- Chris Tucker jako Franklin Hatchett
- Gérard Ismaël jako Raymond Villard
- Frank Bruynbroek jako Dubray
- Heather Locklear jako Grace Cipriani
- Paul Sorvino jako Guy Cipriani

## Nagrody i nominacje
Złota Malina 1997
- Najgorszy debiut aktorski – Chris Tucker (nominacja)